# Dos tipos con suerte
Dos tipos con suerte  es una película en blanco y negro de Argentina dirigida por Miguel Morayta Martínez sobre su propio guion escrito en colaboración Bernardo Verbitsky y Rodolfo Manuel Taboada según el argumento de Miguel Morayta que se estrenó el 24 de marzo de 1960 y que tuvo como protagonistas a Miguel Aceves Mejía, Ana Casares, Mabel Karr y Francisco Álvarez. El filme también fue exhibido con los títulos de Dos amigos con suerte y  ¡Viva quien sabe querer! .

## Sinopsis
Un cantante mexicano es contratado por un empresario argentino torpe y mujeriego.

## Reparto
- Miguel Aceves Mejía
- Ana Casares
- Mabel Karr
- Francisco Álvarez
- Alberto Argibay
- Nelly Beltrán
- Mario Amaya

## Comentarios
La Nación dijo:

”Es modesto el alcance de un film nacional…destinado a públicos de mínima exigencia…cuenta con amenas canciones, con la indudable simpatía e inexperiencia interpretativas de Aceves Mejía…Así no se levanta nuestro cine…película poblada de defectos.”